# 小野石子
小野 石子（おの の いわこ、天平18年（746年） - 弘仁7年3月22日（816年4月22日））は、奈良時代末期から平安時代初期の女官。

## 経歴
小野石根の子。高賀茂諸雄の室。大同5年（810年）正月、典侍従四位下の石子が奉献したとあるのが初見。弘仁3年（812年）従四位下から正四位下に昇叙され、同4年（813年）正月、従三位に叙された。弘仁7年（816年）2月には、嵯峨天皇が石子の長岡の邸宅に行幸し、文人に命じて詩を作らせ、正三位を授けられた、とある。同時に石子の娘である高賀茂伊予人も従五位下に叙され、五位以上の者に衣被が下賜されている、同年3月22日、薨去。享年71。

## 官歴
『日本後紀』による。
- 大同5年（810年）正月20日：見従四位下・典侍
- 弘仁3年（812年）5月3日：正四位下
- 弘仁4年（813年）正月8日：従三位
- 弘仁7年（816年）2月25日：正三位

## 系譜
- 父：小野石根
- 母：不詳
- 夫：高賀茂諸雄
  - 男子：賀茂江人[7]
  - 女子：賀茂伊予人[5]